# Ruth Llopis
Pour les articles homonymes, voir Llopis.
Ruth Llopis, née le 20 mars 1980, est une actrice espagnole née à Ciutadella de Menorca.

## Biographie
Elle a notamment joué dans L'accusé en 2016, Mirage, en 2018 et dans la série de Netflix Smiley en 2022.

## Nominations et récompenses
En 2017, elle est nommée dans la catégorie meilleure actrice féminine aux Prix Gaudí pour son rôle dans le film El rei borni de Marc Crehuet.